# Kradibia panchoi
Kradibia panchoi är en stekelart som beskrevs av Wiebes 1993. Kradibia panchoi ingår i släktet Kradibia och familjen fikonsteklar.
Artens utbredningsområde är:
- Filippinerna.
- Taiwan.

Inga underarter finns listade i Catalogue of Life.